# Genota
Genota é um gênero de gastrópodes pertencente a família Borsoniidae.

## Espécies
- †Genota maximei Ceulemans, Van Dingenen & Landau, 2018
- Genota mitriformis (Wood W., 1828)
- Genota nicklesi Knudsen, 1952[2]
- Genota papalis (Reeve, 1843)
- †Genota ramosa (Basterot, 1825)
- †Genota valeriae (Hoernes & Auinger, 1891)

Espécies trazidas para a sinonímia
- Genota marchadi [sic]: sinônimo de Genota nicklesi Knudsen, 1952
- Genota marchandi Pin, 1996: sinônimo de Genota nicklesi Knudsen, 1952
- Genota mitraeformis (Kiener, 1839): sinônimo de Genota mitriformis (Wood W., 1828)
- Genota nigeriensis Vera-Peláez, 2004: sinônimo de Genota nicklesi Knudsen, 1952
- Genota vafra Sykes, 1905: sinônimo de Genota mitriformis (Wood W., 1828)